# Birthe Wolter
Birthe Wolter (Colonia, 4 de octubre de 1981) es una actriz alemana. 
Estudió en la Academia de Música y Arte Dramático August Everding de Múnich (2002-2006) 
Hasta la fecha, es sobre todo conocida por su papel en la serie de RTL Schulmädchen. Con su compañera en esta serie Simone Hanselmann también protagonizó la serie Alles außer Sex (Todo menos sexo) de la cadena ProSieben. 
Además de sus papeles en televisión, es una reconocida actriz de cine y teatro.

## Filmografía/Teatro

### Series
- 1996: SK-Babies
- 1999: Ein starkes Team
- 1999: CityExpress
- 1999–2002: Ein Fall für zwei
- 2000: Die Nesthocker – Familie zu verschenken
- 2000: Die Motorrad Cops - Hart am Limit
- 2000: Großstadtrevier
- 2000: Mordkommission
- 2001: Polizeiruf 110
- 2005: Die Wache
- 2004-2005: Schulmädchen
- 2007: Alles außer Sex
- 2011: Kokowääh (Padre a la fuerza)

### Telefilmes
- 1997: Kleine Einbrecher (Protagonista)
- 1998: Tatort – Bildersturm
- 1999: Craniumfraktur (corto de la London International Filmschool, protagonista)
- 2000: Der Superbulle und die Halbstarken (Papel secundario)
- 2001: Ich pfeif' auf schöne Männer (Papel secundario)
- 2008: Tatort – In eigener Sache

### Cine
- 2000: Flashback – Mörderische Ferien (Papel secundario)
- 2002: FearDotCom (Papel secundario)
- 2002: Letzte Bahn (Protagonista)
- 2003: Das Wunder von Bern (Papel secundario)
- 2007: Virus Undead (Protagonista)
- 2008: Ganz nah bei Dir (Protagonista)

### Teatro
- 2004: Die Unbekannte aus der Seine (Papel secundario) Akademiebühne München
- 2005: Hamlet oder nicht Hamlet, das ist hier die Frage (Papel secundario) Akademiebühne München
- 2005: Der Golem (Papel secundario) Metropol Thetaer München
- 2005 - 2006: Genua 01 (Protagonista) Resident Theater München